# Paraschizidium coeculum
Paraschizidium coeculum là một loài chân đều trong họ Armadillidiidae. Loài này được Silvestri miêu tả khoa học năm 1897.